# San Martín de Trevejo
San Martín de Trevejo (fala nyelven Sa Martín de Trevellu) település Spanyolországban, Cáceres tartományban. San Martín de Trevejo Acebo, Villamiel, Valverde del Fresno, Eljas és El Payo községekkel határos. Lakosainak száma 702 fő (2024).

## Népesség
A település népessége az elmúlt években az alábbi módon változott:
| Lakosok száma | 989  | 949  | 927  | 916  | 895  | 861  | 827  | 778  | 754  | 702  |
|               | 2001 | 2004 | 2006 | 2009 | 2011 | 2014 | 2016 | 2019 | 2021 | 2024 |